# Yasutaro Koide
Yasutaro Koide (Japans: 小出 保太郎; Nagoya, 13 maart 1903 – aldaar, 19 januari 2016) was een Japans supereeuweling. Bij de dood van zijn slechts vijf weken oudere landgenoot Sakari Momoi op 5 juli 2015 werd hij de oudste levende man ter wereld.

## Levensloop
Koide werd geboren in de stad Nagoya in de prefectuur Aichi. Op het moment dat hij de oudste erkende levende mens ter wereld werd op 112-jarige leeftijd, had geen enkele andere man ter wereld de geverifieerde leeftijd van minstens 110 jaar bereikt. Begin 2016 stierf hij in zijn geboortestad aan hartfalen, minder dan twee maanden vóór zijn 113e verjaardag.